# Erik Ågren (författare)
Erik Ågren, född den 4 augusti 1924 i Ytterjeppo i Nykarleby, död den 12 mars 2008 i Korsnäs, var en finlandssvensk författare och poet. Han var bror till författarna Gösta Ågren och Leo Ågren. Ågren var i sitt andra äktenskap gift med författaren Carita Nyström. Han hade tre döttrar och en son.

## Biografi
Tretton år gammal blev Ågren skogshuggare, sedan deltog han i fortsättningskriget. Ågren hann arbeta i över trettio år som byggnadsarbetare, vaktmästare, landsvägsjobbare, gårdskarl och gjuteriarbetare innan han år 1971 tog slutlikvid från Wärtsiläs gjuteri i Jakobstad för att bli fri författare. I början av 1980-talet bosatte han sig i Korsnäs och 1984 grundade han med sin hustru Carita Nyström förlaget Hantverk.

## Författarskap
År 1973 debuterade Ågren med romanen Sårad, en vidräkning med krig, hat och kadaverdisciplin. Arbetslust och Modellfilare bygger på livet i gjuteriet. Edvin skildrar hans egen och brödernas uppväxt. Olga är en skildring av modern. Han har också bidragit i samlingsverket Hurrarna (1974). ("Hurrare" kommer från ett nedsättande finskt ord för finlandssvenskar )